# Olympische Sommerspiele 2012/Teilnehmer (Philippinen)
| Gelbes Symbol für Goldmedaillen mit stilisierten Olympischen Ringen | Graues Symbol für Silbermedaillen mit stilisierten Olympischen Ringen | Braundes Symbol für Bronzemedaillen mit stilisierten Olympischen Ringen |
| ------------------------------------------------------------------- | --------------------------------------------------------------------- | ----------------------------------------------------------------------- |
| —                                                                   | —                                                                     | —                                                                       |

Die Philippinen nahmen in London an den Olympischen Spielen 2012 teil. Es war die insgesamt 20. Teilnahme an Olympischen Sommerspielen. Das Olimpikong Komite nin Filipinas nominierte elf Athleten in acht Sportarten.
Fahnenträgerin bei der Eröffnungsfeier war die Gewichtheberin Hidilyn Diaz.

## Teilnehmer nach Sportarten

### Bogenschießen
| Athleten        | Wettbewerb | Qualifikation | Qualifikation | 1. Runde       | 1. Runde | 2. Runde      | 2. Runde      | Achtelfinale  | Achtelfinale  | Viertelfinale | Viertelfinale | Halbfinale    | Halbfinale    | Finale        | Finale        | Rang |
| Athleten        | Wettbewerb | Ringe         | Rang          | Gegner         | Ergebnis | Gegner        | Ergebnis      | Gegner        | Ergebnis      | Gegner        | Ergebnis      | Gegner        | Ergebnis      | Gegner        | Ergebnis      | Rang |
| --------------- | ---------- | ------------- | ------------- | -------------- | -------- | ------------- | ------------- | ------------- | ------------- | ------------- | ------------- | ------------- | ------------- | ------------- | ------------- | ---- |
| Frauen          |            |               |               |                |          |               |               |               |               |               |               |               |               |               |               |      |
| Rachelle Cabral | Einzel     | 627           | 48            | Inna Stepanowa | 1-7      | ausgeschieden | ausgeschieden | ausgeschieden | ausgeschieden | ausgeschieden | ausgeschieden | ausgeschieden | ausgeschieden | ausgeschieden | ausgeschieden | 33   |
| Männer          |            |               |               |                |          |               |               |               |               |               |               |               |               |               |               |      |
| Mark Javier     | Einzel     | 649           | 55            | Brady Ellison  | 1-7      | ausgeschieden | ausgeschieden | ausgeschieden | ausgeschieden | ausgeschieden | ausgeschieden | ausgeschieden | ausgeschieden | ausgeschieden | ausgeschieden | 33   |

### Boxen
| Athleten     | Wettbewerb                   | 1. Runde      | 1. Runde | Achtelfinale       | Achtelfinale | Viertelfinale | Viertelfinale | Halbfinale    | Halbfinale    | Finale        | Finale        | Rang |
| Athleten     | Wettbewerb                   | Gegner        | Ergebnis | Gegner             | Ergebnis     | Gegner        | Ergebnis      | Gegner        | Ergebnis      | Gegner        | Ergebnis      | Rang |
| ------------ | ---------------------------- | ------------- | -------- | ------------------ | ------------ | ------------- | ------------- | ------------- | ------------- | ------------- | ------------- | ---- |
| Männer       |                              |               |          |                    |              |               |               |               |               |               |               |      |
| Mark Barriga | Halbfliegengewicht bis 49 kg | Manuel Cappai | 17-7     | Birschan Schaqypow | 16-17        | ausgeschieden | ausgeschieden | ausgeschieden | ausgeschieden | ausgeschieden | ausgeschieden | 9    |

### Gewichtheben
| Athleten     | Wettbewerb       | Reißen  | Reißen | Stoßen                | Stoßen                | Zweikampf     | Zweikampf     | Rang |
| Athleten     | Wettbewerb       | Gewicht | Rang   | Gewicht               | Rang                  | Gewicht       | Rang          | Rang |
| ------------ | ---------------- | ------- | ------ | --------------------- | --------------------- | ------------- | ------------- | ---- |
| Frauen       |                  |         |        |                       |                       |               |               |      |
| Hidilyn Diaz | Klasse bis 58 kg | 97 kg   | 13     | kein gültiger Versuch | kein gültiger Versuch | ausgeschieden | ausgeschieden | –    |

### Judo
| Athleten         | Wettbewerb         | 1. Runde     | 1. Runde | Achtelfinale  | Achtelfinale  | Viertelfinale | Viertelfinale | Hoffnungsrunde Halbfinale | Hoffnungsrunde Halbfinale | Halbfinale    | Halbfinale    | Hoffnungsrunde Finale | Hoffnungsrunde Finale | Finale        | Finale        | Rang |
| Athleten         | Wettbewerb         | Gegner       | Ergebnis | Gegner        | Ergebnis      | Gegner        | Ergebnis      | Gegner                    | Ergebnis                  | Gegner        | Ergebnis      | Gegner                | Ergebnis              | Gegner        | Ergebnis      | Rang |
| ---------------- | ------------------ | ------------ | -------- | ------------- | ------------- | ------------- | ------------- | ------------------------- | ------------------------- | ------------- | ------------- | --------------------- | --------------------- | ------------- | ------------- | ---- |
| Männer           |                    |              |          |               |               |               |               |                           |                           |               |               |                       |                       |               |               |      |
| Tomohiko Hoshina | Klasse über 100 kg | Kim Sung-min | 000-100  | ausgeschieden | ausgeschieden | ausgeschieden | ausgeschieden | ausgeschieden             | ausgeschieden             | ausgeschieden | ausgeschieden | ausgeschieden         | ausgeschieden         | ausgeschieden | ausgeschieden | 17   |

### Leichtathletik
Laufen und Gehen
| Athleten     | Wettbewerb | Vorlauf      | Vorlauf | Halbfinale | Halbfinale | Finale        | Finale        | Rang |
| Athleten     | Wettbewerb | Zeit         | Rang    | Zeit       | Rang       | Zeit          | Rang          | Rang |
| ------------ | ---------- | ------------ | ------- | ---------- | ---------- | ------------- | ------------- | ---- |
| Männer       |            |              |         |            |            |               |               |      |
| Rene Herrera | 5000 m     | 14:44,11 min | 21      | –          | –          | ausgeschieden | ausgeschieden | 42   |

Springen und Werfen
| Athleten          | Wettbewerb | Qualifikation | Qualifikation | Finale        | Finale        | Rang |
| Athleten          | Wettbewerb | Weite/Höhe    | Rang          | Weite/Höhe    | Rang          | Rang |
| ----------------- | ---------- | ------------- | ------------- | ------------- | ------------- | ---- |
| Frauen            |            |               |               |               |               |      |
| Marestella Torres | Weitsprung | 6,22 m        | 22            | ausgeschieden | ausgeschieden | 22   |

### Radsport

#### BMX
| Athleten      | Wettbewerb | Qualifikation | Qualifikation | Viertelfinale | Viertelfinale | Halbfinale    | Halbfinale    | Finale        | Finale        | Rang |
| Athleten      | Wettbewerb | Zeit          | Rang          | Punkte        | Rang          | Punkte        | Rang          | Zeit          | Rang          | Rang |
| ------------- | ---------- | ------------- | ------------- | ------------- | ------------- | ------------- | ------------- | ------------- | ------------- | ---- |
| Männer        |            |               |               |               |               |               |               |               |               |      |
| Daniel Caluag | Race       | 40,900 s      | 31            | 29            | 8             | ausgeschieden | ausgeschieden | ausgeschieden | ausgeschieden | 30   |

### Schießen
| Athleten           | Wettbewerb | Qualifikation | Qualifikation | Finale        | Finale        | Ringe | Rang |
| Athleten           | Wettbewerb | Ringe         | Rang          | Ringe         | Rang          | Ringe | Rang |
| ------------------ | ---------- | ------------- | ------------- | ------------- | ------------- | ----- | ---- |
| Männer             |            |               |               |               |               |       |      |
| Paul Brian Rosario | Skeet      | 110           | 31            | ausgeschieden | ausgeschieden | 110   | 31   |

### Schwimmen
| Athleten         | Wettbewerb     | Vorlauf     | Vorlauf | Halbfinale    | Halbfinale    | Finale        | Finale        | Rang |
| Athleten         | Wettbewerb     | Zeit        | Rang    | Zeit          | Rang          | Zeit          | Rang          | Rang |
| ---------------- | -------------- | ----------- | ------- | ------------- | ------------- | ------------- | ------------- | ---- |
| Frauen           |                |             |         |               |               |               |               |      |
| Jasmine Alkhaldi | 100 m Freistil | 57,13 s     | 5       | ausgeschieden | ausgeschieden | ausgeschieden | ausgeschieden | 34   |
| Männer           |                |             |         |               |               |               |               |      |
| Jessie Lacuna    | 200 m Freistil | 1:52,91 min | 5       | ausgeschieden | ausgeschieden | ausgeschieden | ausgeschieden | 36   |